# Лесистость

Лесистость по регионам России
(карта создана на основе данных системы ГИС Topol)

Лесистость — степень облесённости территории. Определяется отношением покрытой лесом площади к общей площади страны, района, лесхоза и т. д.; выражается в процентах. Величина лесистости в разных районах страны может различаться в зависимости от физико-географических, климатических и почвенных условий. Динамика лесистости изменяется под влиянием хозяйственной деятельности и стихийных бедствий, уничтожающих леса.
Абсолютно безлесными являются тундра, пустыни, альпийские луга. Наиболее высокая лесистость (50—80 %) характерна для тайги, средняя (30—45 %) — для хвойных, смешанных и широколиственных лесов, ниже средней (10—25 %) — для лесостепи, низкая и очень низкая (2—5 %) — для степи.
Различают следующие виды лесистости:
- оптимальная лесистость, при которой леса наиболее положительно влияют на условия окружающей среды, эффективно выполняя многообразные природоохранные функции и давая народному хозяйству нужное количество древесины;
- гидрологическая лесистость, когда леса создают благоприятный водный режим на водосборе;
- минимально необходимая лесистость, противодействующая эрозии почвы в безлесных или малолесных сельскохозяйственных районах.